# Waliszcze
Waliszcze (biał. Валішча; ros. Валище) – agromiasteczko na Białorusi, w obwodzie brzeskim, w rejonie pińskim, w sielsowiecie Waliszcze, przy drodze republikańskiej R6.
Znajduje się tu parafialna cerkiew prawosławna pw. Zaśnięcia Matki Bożej.

## Historia
Dawniej wieś i folwark. W dwudziestoleciu międzywojennym leżały w Polsce, w województwie poleskim, w powiecie pińskim, w gminie Łohiszyn. Po II wojnie światowej w granicach Związku Sowieckiego. Od 1991 w niepodległej Białorusi.